# 戰地晴天
是一部於1931年上映的法典前劇情片。該片於愛德嘉·塞爾文，並由海倫·海絲主演。電影劇本由查爾斯·麥克阿瑟和本·赫克特改編自 艾華·諾洛克的劇本《搖籃曲》。它講述了一名坐了冤獄的女性為了支援兒子而轉為做賊和妓女。

## 評價
《電視指南》給這部電影4顆星，並稱它為「演技好的肥皂劇」。

## 外部鏈接
- 互联网电影数据库（IMDb）上《戰地晴天》的资料（英文）
- TCM电影资料库上《戰地晴天》的资料（英文）